# Frankfurt Galaxy

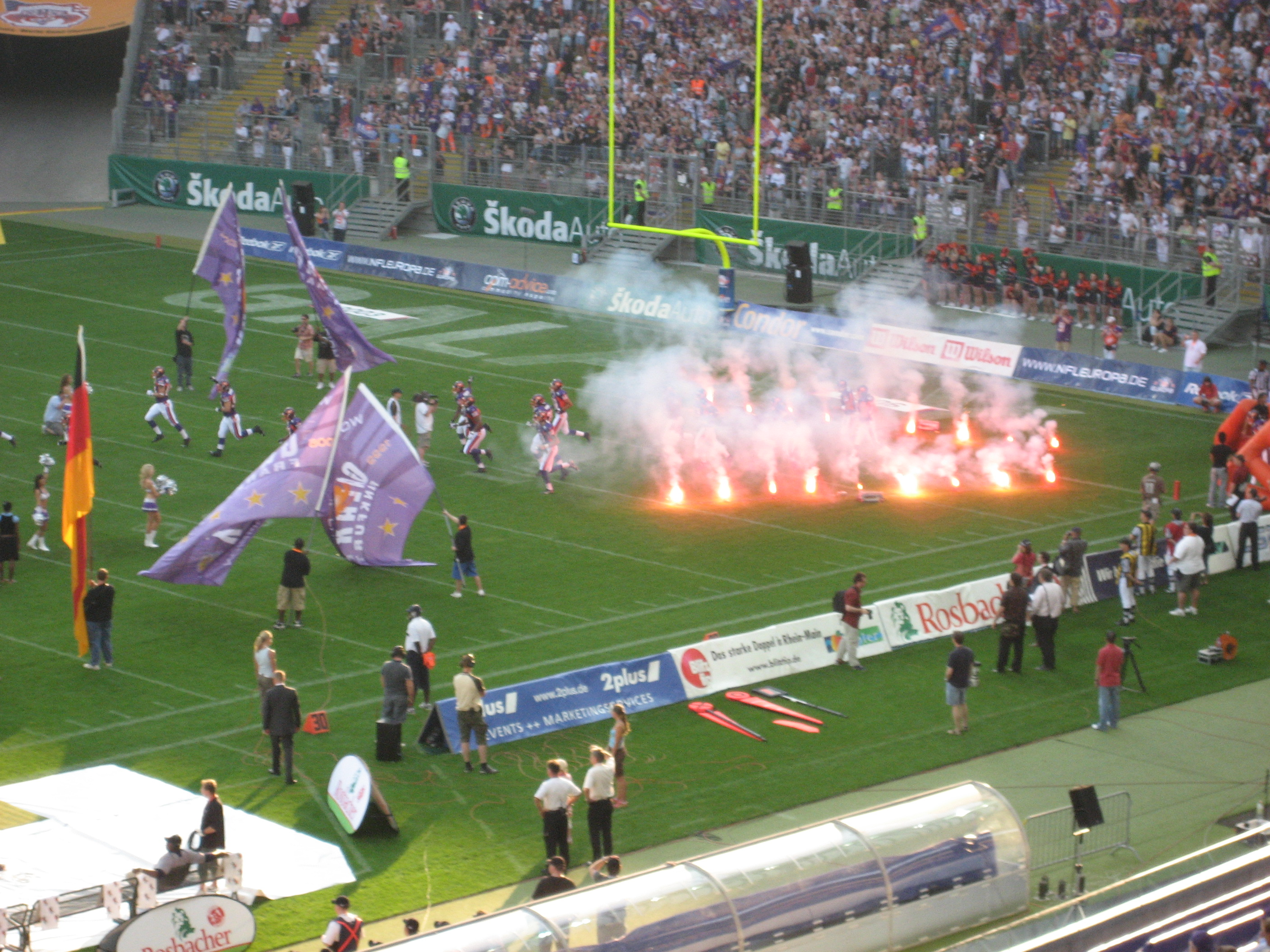
Nástup týmu Galaxy k zápasu

Frankfurt Galaxy byl profesionální tým amerického fotbalu působící v lize NFL Europe,dnes tento tým funguje jako Frankfurt Universe v německé German Football League. Tým byl založen v roce 1991 jako jeden z prvních týmů WLAF.

## Historie
Galaxy vznikli v roce 1991 jako plán americké NFL vytvořit jarní typ ligy, kterou by tvořilo 7 týmů ze Severní Ameriky a 3 z Evropy. První zápas tým Galaxy odehrál na domácim hřišti Waldstadion kde byl poražen týmem London Monarchs 24:11. První sezónu zakončili bilancí 7 výher a 3 porážky. V roce 1995 vyhráli World Bowl což byl v NFL Europe (dříve WLAF) nejdůležitější zápas sezóny. V roce 2006 opět zvítězili ve World Bowlu, o rok později tým Galaxy zanikl. Od roku 2007 tento tým působí jako Frankfurt Universe v německé lize GFL.